# Tiramisù

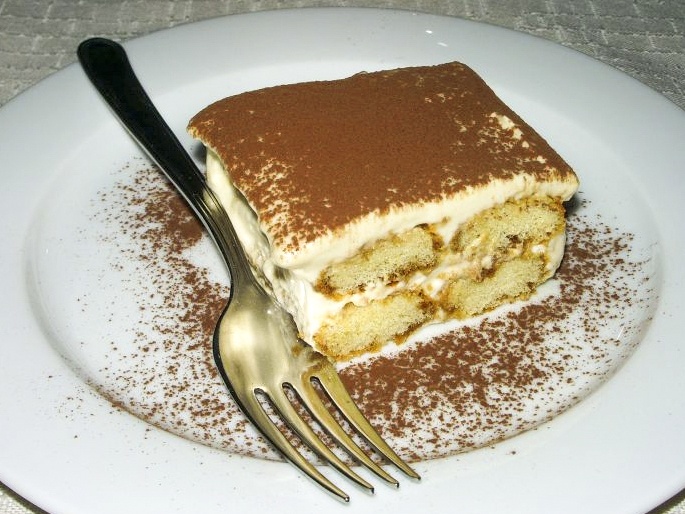
Tiramisù

O tiramisu (do italiano, tiramisù, [tiramiˈsu])  é uma sobremesa tipicamente italiana, possivelmente originária da cidade de Treviso, na região do Vêneto, e que consiste em camadas de biscoitos de champagne, também chamados de biscoitos tipo inglês ou palitos a la reine (item este que pode ser substituído por pão de ló), embebidas em café expresso (confeiteiros/as profissionais geralmente dão preferência ao uso do café solúvel, por ele ser mais prático e econômico para executar grandes quantidades da receita), entremeadas por um creme à base de queijo mascarpone, creme de leite fresco, ovos, açúcar, e polvilhadas com cacau em pó e café. Mas a receita original comporta muitas variações.

## Etimologia
"Tiramisu" procede do vêneto tirame-sú  e do italiano tirami su, de tira + mi + su: "levanta-me" ou "puxa-me para cima", assim chamado por ser muito energético.

## História
Há diversas hipóteses sobre a origem do tiramisù:
- Uns a localizam no século XX, após a Segunda Guerra Mundial, em Treviso, Vêneto, no restaurante "Da Alfredo", a primeira casa do grupo "Torlá". O nome viria da sobremesa energética "che ti tira su" (que te faz levantar) usada para revigorar boêmios,[9] em especial nas noitadas dos bordéis (case chiuse) do  Vêneto.[10] Todavia, o próprio restaurante não reivindica sua criação.[9]
- Outra possibilidade é que tenha sido criado no restaurante Le Beccherie, em Treviso, no início dos anos 1950.[3]
- Outros a consideram como originária de Florença, Toscana, num banquete em homenagem a Cosme III de Médici (1642 - 1723), quando foi chamada "Zuppa del Duca".[11]

Foi a sobremesa preferida do Papa Bento XVI.